# 통영 연화사 불설관무량수불경
통영 연화사 불설관무량수불경(統營 蓮花寺 佛說觀無量壽佛經)은 대한민국 경상남도 통영시 연화사에 있는 조선시대의 불경이다. 2019년 8월 1일 경상남도의 유형문화재 제650호로 지정되었다.

## 지정 사유
｢불설관무량수불경｣은 극락세계에 대해 부처님께서 설파하신 경전 중에서, 정토삼부경(淨土三部經) 중의 한 경전이다. 즉 불설무량수경(佛說無量壽經)․불설아미타경(佛說阿彌陀經)과 더불어 정토신앙을 대표하는 경전으로 본서는 귀중본(貴重本)의 기준이 되는 임진왜란(1592년) 이후(以前)인 1611년에 간행된 것이지만, 그 권두(卷頭)에 무려 11장(張)이나 되는 극락세계로 가는 길을 보여주는 내용의 변상화(變相畵)을 담고 있는 등 중요한 자료이므로 경상남도 유형문화재로 지정한다.

## 참고 문헌
- 통영 연화사 불설관무량수불경 - 국가유산청 국가유산포털